# Галдина
Галдина (лат. Haldina) — монотипный род деревьев семейства Мареновые. Единственный вид — Галдина сердцелистная (Haldina cordifolia); растение более известно под названием Адина сердцелистная (название Adina cordifolia в настоящее время входит в синонимику названия Haldina cordifolia).
Растение известно также под названиями кадам и кадамба (из языка хинди).

## Синонимы
Синонимы научного названия вида:
- Adina cordifolia (Roxb.) Hook.f. ex Brandis (1874)
- Nauclea cordifolia Roxb. (1796)basionym

## Распространение
Растение распространено в южном Китае, на Индийском субконтиненте (Бангладеш, Индия, Непал, Шри-Ланка), в Индокитае (Вьетнам, Камбоджа, Лаос, Мьянма, Таиланд).
Растение было интродуцировано в Нигерии.

## Биологическое описание
Галдина сердцелистная — листопадное дерево высотой до двадцати метров. Кора красно-коричневая.
Листья черешковые, длиной до 20 см и шириной до 15 см, заострённые, с сердцевидным основанием.
Соцветия пазушные, густые. Цветки с пятью лепестками желтовато-оранжевой или желтовато-розовой окраски.

## Использование
Кора обладает антисептическими свойствами и используется в медицине. Древесина используется для производства строительных материалов.